# Lázaro Cárdenas Número 2
Lázaro Cárdenas Número 2 är en ort i Mexiko.   Den ligger i kommunen Calakmul och delstaten Campeche, i den östra delen av landet, 1 100 km öster om huvudstaden Mexico City. Lázaro Cárdenas Número 2 ligger 85 meter över havet och antalet invånare är 317.
Terrängen runt Lázaro Cárdenas Número 2 är huvudsakligen platt, men norrut är den kuperad. Runt Lázaro Cárdenas Número 2 är det glesbefolkat, med 10 invånare per kvadratkilometer. Närmaste större samhälle är Santo Domingo, 16,3 km väster om Lázaro Cárdenas Número 2. I omgivningarna runt Lázaro Cárdenas Número 2 växer i huvudsak städsegrön lövskog.